# Günther Bauer (Motorsportler)
Günther Bauer (* 6. Januar 1972 in Schleching) ist ein deutscher Motorrad-Eisspeedway-Rennfahrer. 

## Leben und Wirken
Über Skijöring, Motocross und Kartrennen kam Bauer 1990 über einen Freund zum Eisspeedway-Rennsport und stieg schnell zur Spitze auf. Bereits 1994 gewann er mit der deutschen Eisspeedway-Mannschaft die Bronzemedaille bei der Team-WM. In den 1990er Jahren stand Bauer auch schon in den Einzel-WM Finalläufen, nahm an der Eisspeedway-WM Grand Prix Rennserie teil und gewann 2000 seine erste deutsche Eisspeedway-Meisterschaft.
Im Jahre 2002 gewann Bauer seinen ersten Eisspeedway-WM Grand Prix, um im Jahr darauf, seinen bisher größten Erfolg, bei der Eisspeedway-Einzel WM die Vizeweltmeisterschaft zu gewinnen. Bauers Eisspeedway-Saison dauert jährlich von Oktober bis in den April hinein, beginnt mit Training in Schweden und Finnland und setzt sich mit Saison-Vorbereitungsrennen an der Russisch/Chinesischen Grenze im Amur-Gebiet fort, ehe im Februar und März die WM,-EM- und DM-Entscheidungen anstehen. Als sein Heimrennen gilt der Inzell-GP.

## Erfolge

### Einzel
- Eisspeedway-Vizeweltmeister: 2003
- Erster WM-Grand Prix Sieg: 2002
- Erste Eisspeedway-DM: 2000

### Team
- Team-WM Bronzemedaille: 1994

## Persönliches
Bauers Sohn Luca Bauer (geb. 1998) hat ebenfalls damit begonnen, Eisspeedwayrennen zu fahren.
Günther Bauer arbeitet in den Sommermonaten als Greenkeeper auf dem Golfplatz in Reit im Winkl.